# Combate de Cieneguilla
El combate de Cieneguilla fue un enfrentamiento armado en las tropas chilenas dirigidas por Wenceslao Castillo y las montoneras peruanas en Cieneguilla, una pequeña aldea al sureste de Lima, dirigidas por el coronel Ramírez.

## Antecedentes
En los primeros días de octubre de 1881, Cáceres ocupó Chosica y sus patrullas llegaron hasta cerca de Extramuros, produciéndose escaramuzas en Santa Clara. Las tropas estuvieron desplegadas en las proximidades de Lima con el coronel Manuel de la Encarnación Vento, acantonado en Canta, comandando la cuarta división. En Cieneguilla, los guerrilleros tenían el control; Cáceres, en la quebrada del Rímac y Santa Eulalia y el coronel Bedoya, dominaba Chancay.

## El combate
Las tropas chilenas formaron una línea de circunvalación alrededor de Lima, bajo el mando del Coronel Federico Valenzuela, para protegerla de las montoneras peruanas. Fue inevitable su encuentro con las montoneras peruanas en Cieneguilla, sosteniéndose un combate en los bosques circundantes tras el cual las fuerzas peruanas se retiran a las alturas.

Por nuestra parte, hemos tenido tres heridos del Batallon Maule, dos de Carabineros, dos caballos muertos i dos heridos (...)Las bajas del enemigo no puedo apreciarlas con exactitud, porque batiéndose en un bosque espeso e impenetrable, era mui difícil contarlas.
Parte del coronel Valenzuela a Lynch